# Interstate 110 (Califórnia)
Interstate 110 (também chamada Interstate 110 e Rota Estadual 110 (I-110 e SR 110) é uma autoestrada interestadual no sentido leste-oeste localizada em Los Angeles, Califórnia, nos Estados Unidos. Um dos principais destinos é a Rua Glenarm, em Pasadena.